# Big Thief
Big Thief est un groupe de rock indépendant américain d'inspiration folk basé à Brooklyn (État de New York, États-Unis). Ses membres sont Adrianne Lenker (guitare, chant), Buck Meek (guitare, chœurs), Max Oleartchik (basse) et James Krivchenia (batterie). Les quatre membres de Big Thief ont fréquenté le Berklee College of Music, mais n'ont formé un groupe qu'après l'obtention de leur diplôme. Le premier album du groupe, Masterpiece, est sorti au sein du label Saddle Creek Records le 27 mai 2016. On leur connait des collaborations avec le chanteur Tucker Zimmerman, dont Dance of love.

## Histoire

### Masterpiece(2016)
Le premier album du groupe a reçu des critiques généralement favorables ; il a une cote de 79/100 sur Metacritic. Bob Boilen a écrit pour la NPR (radio publique américaine) que Big Thief était "un groupe lié par de grandes chansons" et a affirmé que Masterpiece était "l'une des meilleures chansons [qu'il avait] entendues cette année". Jillian Mapes, écrivant pour Pitchfork Media, a attribué à Masterpiece une note de 7,7 sur 10 et a déclaré que les chansons de l'album "donnent l'impression d'avoir été sélectionnées parmi des titres écrits à l'échelle d'une vie entière". Robert Christgau a décrit ses chansons comme les "images fragiles et bruyantes d'un amour perpétuellement hors de portée". Ben Salmon a écrit dans the Portland Mercury que sur l'album, Big Thief "sonne alternativement comme un enregistrement en extérieur qui viendrait d'être déterré (Little Arrow), un ensemble pop jouant au rythme d'un cœur brisé (Vegas), et un groupe indie-rock classique et effervescent (Interstate)".

### Capacity(2017)
Capacity, le deuxième album du groupe, a été acclamé par la critique à sa sortie. Chez Metacritic, qui attribue une note sur 100, l'album a reçu une note moyenne de 81 sur la base de 15 critiques, ce qui signifie qu'il a été "unanimement acclamé".
Capacity a été cité à plusieurs reprises sur des listes des meilleurs albums de l'année, y compris en première place sur le Top Ten de Bob Boilen de NPR pour 2017. Boilen a déclaré: « Je ne me souviens pas de la dernière fois que j'ai eu le même groupe dans mes cinq meilleurs albums pendant deux années consécutives. Mais cette fois, c'est exactement ce qui s'est passé pour Big Thief avec Capacity (mon album no 1 cette année) et Masterpiece (mon album no 4 l'année dernière). SPIN a placé Capacity en deuxième position parmi leurs "50 meilleurs albums de 2017", saluant "l'engagement ouvert et angoissé du groupe dans leurs exaltantes chansons".
La chanson Mary est apparue sur la liste des 200 meilleures chansons des années 2010 du site de critique musicale Pitchfork, à la 44e place.

### U.F.O.F.(2019)
U.F.O.F., le troisième album du groupe, a été annoncé le 26 février 2019. L'album a été enregistré au Bear Creek Studio à Woodinville (État de Washington). Le groupe a annoncé le même jour la sortie du premier single de l'album, la chanson éponyme U.F.O.F., et une nouvelle tournée à travers l'Amérique et l'Europe. Le groupe a sorti deux autres singles, Cattails et Century avant la sortie de l'album le 3 mai 2019. U.F.O.F. a été acclamé par la critique dès sa sortie. Il a reçu la distinction de "Best New Music" (meilleur nouveau titre) par Pitchfork, avec la note de 9,2, et s'est également placée à la 33e position sur les 200 meilleurs albums des années 2010 du site. Chez Metacritic, l'album a reçu une note moyenne de 87/100. Au cours de la première semaine de sortie de l'album, U.F.O.F. a atteint le sommet des classements du site Billboard : no 1 des albums des nouveaux artistes alternatifs, des albums d'americanas / folk, des meilleurs albums de nouveaux artistes ; no 2 des albums vinyle LP ; no 6 des albums alternatifs actuels ; no 8 des albums de rock actuels et no 142 des 200 meilleurs albums. Le groupe a également donné trois concerts de sortie d'album à guichets fermés, le premier la veille de la sortie de l'album à Los Angeles au Fonda Theatre le 2 mai, un second le 3 mai au Bootleg Theatre toujours à Los Angeles, et le troisième à l'Elsewhere (Brooklyn, NY) le 5 mai 2019. U.F.O.F. a été nommé pour le meilleur album de musique alternative pour les Grammy Awards  2020.

### Two Hands(2019)
Big Thief a sorti son quatrième album, Two Hands, le 11 octobre 2019. L'album a été enregistré au studio Sonic Ranch à Tornillo (Texas) peu de temps après l'enregistrement d’U.F.O.F. et est considéré comme son jumeau,. Le single Not, présent sur l'album, a été nommé aux Grammy Awards dans les catégories de meilleure chanson rock et de meilleure prestation rock.

### Dragon New Warm Mountain I Believe in You(2022)
Le cinquième album du groupe sort le 11 février 2022. Lors de la tournée consécutive à la sortie de cet album, Big Thief avait prévu de faire deux concerts à Tel Aviv, la ville natale de Max Oleartchik, le bassiste du groupe. Néanmoins, sous la pression du mouvement BDS, et après la parution d'un premier communiqué de presse confirmant l'intention du groupe de jouer en Israël, ces concerts ont finalement été annulés.
Dragon New Warm Mountain I Believe in You a été nommé aux Grammy Awards dans la catégorie meilleur album de musique alternative.

## Membres du groupe
Membres
- Adrianne Lenker - chant, guitare (2015 - aujourd'hui)
- Buck Meek - guitare, chœurs (2015 - aujourd'hui)
- Max Oleartchik - basse (2015 - 2024)
- James Krivchenia - batterie (2016 - aujourd'hui)

Ancien membre
- Jason Burger - batterie (2015-2016)[21]

## Discographie

### Albums studio
- Masterpiece. Sortie : 27 mai 2016. Label : Saddle Creek. Formats : CD, téléchargement numérique, LP
- Capacity. Sortie: 9 juin 2017. Label : Saddle Creek. Formats : CD, téléchargement numérique, LP
- U.F.O.F.. Sortie : 3 mai 2019. Label : 4AD. Formats : CD, téléchargement numérique, LP.
- Two Hands. Sortie: 11 octobre 2019. Label : 4AD. Formats: CD, téléchargement numérique, LP
- Dragon New Warm Mountain I Believe In You. Sortie: 11 février 2022. Label : 4AD. Formats: CD, téléchargement numérique, LP
- Double Infinity. Sortie: 5 septembre 2025. Label : 4AD. Formats: CD, téléchargement numérique, LP

### Singles
- Dandelion (Saddle Creek ; 2016)
- Masterpiece (Saddle Creek ; 2016)
- Real Love (Saddle Creek; 2016)
- Paul (Saddle Creek ; 2016)
- Mythological Beauty (Saddle Creek ; 2017)
- Shark Smile (Saddle Creek; 2017)
- Haley (Saddle Creek ; 2017)
- U.F.O.F. (4AD ; 2019)
- Cattails (4AD ; 2019)
- Century (4AD ; 2019)
- Not (4AD ; 2019)
- Forgotten Eyes (4AD ; 2019)
- Love in Mine (4AD ; 2020)
- Time Escaping (4AD ; 2021)
- Incomprehensible (4AD ; 2025)

### Vidéographie
- Masterpiece (2016)
- Mythological Beauty (2017)